# Olympische Sommerspiele 2020/Teilnehmer (Antigua und Barbuda)
| Gelbes Symbol für Goldmedaillen mit stilisierten Olympischen Ringen | Graues Symbol für Silbermedaillen mit stilisierten Olympischen Ringen | Braundes Symbol für Bronzemedaillen mit stilisierten Olympischen Ringen |
| ------------------------------------------------------------------- | --------------------------------------------------------------------- | ----------------------------------------------------------------------- |
| —                                                                   | —                                                                     | —                                                                       |

Antigua und Barbuda nahm an den Olympischen Spielen 2020 in Tokio mit sechs Sportlern in vier Sportarten teil. Es war die insgesamt elfte Teilnahme an Olympischen Sommerspielen.

## Teilnehmer nach Sportarten

### Boxen
| Athleten    | Wettbewerb              | 1. Runde     | 1. Runde | Achtelfinale  | Achtelfinale  | Viertelfinale | Viertelfinale | Halbfinale    | Halbfinale    | Finale        | Finale        | Rang |
| Athleten    | Wettbewerb              | Gegner       | Ergebnis | Gegner        | Ergebnis      | Gegner        | Ergebnis      | Gegner        | Ergebnis      | Gegner        | Ergebnis      | Rang |
| ----------- | ----------------------- | ------------ | -------- | ------------- | ------------- | ------------- | ------------- | ------------- | ------------- | ------------- | ------------- | ---- |
| Männer      |                         |              |          |               |               |               |               |               |               |               |               |      |
| Alston Ryan | Leichtgewicht bis 63 kg | H. Batschkow | 0:5      | ausgeschieden | ausgeschieden | ausgeschieden | ausgeschieden | ausgeschieden | ausgeschieden | ausgeschieden | ausgeschieden | 17   |

### Leichtathletik
Laufen und Gehen 
| Athleten      | Wettbewerb | Qualifikation | Qualifikation | Runde 1 | Runde 1 | Halbfinale    | Halbfinale    | Finale        | Finale        | Rang |
| Athleten      | Wettbewerb | Zeit          | Rang          | Zeit    | Rang    | Zeit          | Rang          | Zeit          | Rang          | Rang |
| ------------- | ---------- | ------------- | ------------- | ------- | ------- | ------------- | ------------- | ------------- | ------------- | ---- |
| Frauen        |            |               |               |         |         |               |               |               |               |      |
| Joella Lloyd  | 100 m      | 11,55 s       | 3             | 11,54 s | 44      | ausgeschieden | ausgeschieden | ausgeschieden | ausgeschieden | 44   |
| Männer        |            |               |               |         |         |               |               |               |               |      |
| Cejhae Greene | 100 m      | -             | -             | 10,25 s | 36      | ausgeschieden | ausgeschieden | ausgeschieden | ausgeschieden | 36   |

### Schwimmen
| Athleten         | Wettbewerb     | Vorlauf | Vorlauf | Halbfinale    | Halbfinale    | Finale        | Finale        | Rang |
| Athleten         | Wettbewerb     | Zeit    | Rang    | Zeit          | Rang          | Zeit          | Rang          | Rang |
| ---------------- | -------------- | ------- | ------- | ------------- | ------------- | ------------- | ------------- | ---- |
| Frauen           |                |         |         |               |               |               |               |      |
| Samantha Roberts | 50 m Freistil  | 27,63 s | 54      | ausgeschieden | ausgeschieden | ausgeschieden | ausgeschieden | 54   |
| Männer           |                |         |         |               |               |               |               |      |
| Stefano Mitchell | 100 m Freistil | 51,64 s | 51      | ausgeschieden | ausgeschieden | ausgeschieden | ausgeschieden | 51   |

### Segeln
| Athleten      | Wettbewerb   | Qualifikation | Qualifikation | Medal Race    | Medal Race    | Punkte | Rang |
| Athleten      | Wettbewerb   | Punkte        | Rang          | Punkte        | Rang          | Punkte | Rang |
| ------------- | ------------ | ------------- | ------------- | ------------- | ------------- | ------ | ---- |
| Frauen        |              |               |               |               |               |        |      |
| Jalese Gordon | Laser Radial | 368           | 43            | ausgeschieden | ausgeschieden | 368    | 43   |